# Manon van den Boogaard
Manon van den Boogaard (Schijndel, 24 oktober 1982) is een Nederlandse voetbalster die sinds 2012 uitkomt voor PSV/FC Eindhoven.

## Carrière
Van den Boogaard speelde in de jeugd van Avanti'31 uit het brabantse Schijndel. Zij speelde bij deze club uitsluitend in jongensselectieteams. Hierna ging ze naar hoofdklasser SV Saestum om vervolgens in de zomer van 2007 naar FC Utrecht te gaan om mee te doen met de nieuwe Eredivisie voor vrouwen. In 2012 stapte Van den Boogaard over naar het nieuwe team PSV/FC Eindhoven.

## Erelijst
- KNVB beker: 2010 (FC Utrecht)
- Supercup: 2010 (FC Utrecht)

## Statistieken
| Seizoen | Club             | Land      | Competitie          | Wedstrijden | Doelpunten |
| ------- | ---------------- | --------- | ------------------- | ----------- | ---------- |
| 2008/09 | FC Utrecht       | Nederland | Eredivisie          | 16          | 0          |
| 2009/10 | FC Utrecht       | Nederland | Eredivisie          | 20          | 4          |
| 2010/11 | FC Utrecht       | Nederland | Eredivisie          | 19          | 3          |
| 2011/12 | FC Utrecht       | Nederland | Eredivisie          | 18          | 6          |
| 2012/13 | PSV/FC Eindhoven | Nederland | Women's BeNe League | 2           | 1          |
| Totaal  | Totaal           | Totaal    | Totaal              | 75          | 14         |

Bijgewerkt op 2 september 2012